# Raphaël le Tatoué
Pour plus de détails, voir Fiche technique et Distribution.
Raphaël le Tatoué est un film français réalisé par Christian-Jaque en 1938, sorti en 1939.

## Synopsis
Modeste est veilleur de nuit dans l'usine du constructeur d'automobiles Roger Drapeau. Un soir, son cousin Roméo, l'emmène dans un parc d'attractions pour lui présenter Aline qui travaille dans la baraque de sa tante, Mme de Vanves. Mais Roger Drapeau vient à passer par là, et Modeste, dès le lendemain, invente à son patron qui veut le renvoyer, une histoire de frères jumeaux. Mais bientôt, le malheureux employé va être contraint de tenir le rôle de cet imaginaire mauvais garçon : Raphaël le Tatoué.

## Fiche technique
- Autre titre : C'était moi
- Réalisation : Christian-Jaque
- Scénario, Adaptation et Dialogue : Maurice Diamant-Berger, Jean Nohain, Curt Alexander
- Assistant réalisateur : Jean Darvey
- Décors : Pierre Schild
- Photographie : Raymond Agnel, Walter Wottitz, François, Marcel Franchi
- Son : Maurice Menot
- Montage : William Barache, Claude Nicole
- Musique : Manuel Rosenthal, Casimir Oberfeld
  - Parolier : Jean Manse
  - Chansons du film : 1. Un dur, un vrai, un tatoué - 2. Irai-je ou n'irai-je pas? - 3. Zim la boum ho ho[1]
- Robes et costumes : Nicole Groult
- Tournage : du 11 octobre à fin novembre 1938
- Production : Pan-Ciné
- Chef de production : André Aron
- Directeur de production : Robert Lavallée
- Format :  son mono - 35 mm - Noir et blanc - 1,37:1
- Durée : 90 min
- Genre : comédie
- Date de sortie : 
  - France - 9 février 1939

## Distribution
- Fernandel : Modeste Manosque, veilleur de nuit alias Raphaël le Tatoué
- Armand Bernard : Roger Drapeau, constructeur automobile
- Madeleine Sologne : Elisabeth
- Pierre Stephen : Maxime Corner
- Raymond Aimos : Albert Musse
- Léon Belières : le président Réginald Brick
- Georges Térof : Sisque
- Roger Legris : Bédouin
- René Génin : Roméo, le cousin de Modeste
- Monique Rolland : Aline de Vanves
- Germaine Charley : Marguerite de Vanves
- Jean Temerson : M. Chromo
- Alfred Pasquali : le maître d'hôtel
- Maurice Schutz : le grand-père
- Geno Ferny : le policier
- Jean Brochard : le commissaire bègue
- Manuel Gary : le gérant de Tout-Auto
- Marie-Thérèse Fleury : Mlle Tout-Auto
- Alexandre Mihalesco : le coureur automobile Pferd
- Corbière : le coureur automobile Rollson
- Tewa : le coureur automobile Dimitriovitch fils